# FRI&Associates
FRI&Associatesは、特定非営利活動法人（NPO法人）の一つ。代表理事は清水知輝。理事は川下太郎、豊川貴。会員数は約50名 (弁護士、投資銀行、経営コンサル、ベンチャー社長などの肩書きを持つスタッフが構成員）。所在地は東京都品川区荏原4丁目

## 概要
2000年に創立者河合拓によって設立。当時は河合の前身である住金物産株式会社東京ニット原糸課での経験を元に、ファッションを研究し世の中に発信してゆくことを理念にFashion Research Instituteの頭文字をとってFRIとなづけられた。「業種業界を超えた生産性の高いぶつかり合い」が創業理念であり、現在でもその価値観は組織の中に浸透している。また、設立者の河合は、活動が特定の業種、職種に偏ることを極端に嫌がっていたのは有名な話である。
渋谷の貸会議室で学生4名を集め経営戦略論などの勉強会を続けているうちに、口コミで組織は拡大し、現在に至る。2004年にNPO法人化、現代表は清水知輝。

## 歴史

### 創設期
設立当初は、政策学校一新塾などと組み、社会人向けの合宿形式の勉強会などを開催していた。また、河合拓の専門分野である繊維業界構造改革プランなど、自民党に政策立案を行ったり、大手総合商社と私立大学を提携し、新ファッションブランドの開発など、当時外資系コンサルタントだった河合拓の斬新なプロジェクトを次々と成功させ、メディアの露出度も増えていった。

### 拡大期（第一期）
2002年頃から始めた大学生向け就職支援プロジェクトが当時の大学生に好評で、東京大学、早稲田大学、慶應義塾大学などでFRIの名前が口コミで広がり活動が拡大。2003年から開催したWinter Campでは、日本全国から大学生を100人規模で集め、ハイレベルなビジネスコンテストを開催するに至っている。現在ではSummer Camp、Autumn Campなど活動は拡大し、同法人の主要な事業の一つにまで発展している。。

### 転換期
2005年、FRIの顔であった河合拓が理事長を辞任し、シニアアドバイザーとなる。「FRIを本当の社会活動にするため、活動を次世代に譲った」と語る。
2006年度より、理事長を創設期からのメンバーであった清水知輝、そして、川下太郎、豊川貴を理事とする体制に変わったが、特徴は、更なる活動の拡大を目指すために、各理事がそれぞれ何らかの担当を持つ形とし、リーダーとしてその担当領域に責任を持つ事にした点にあろう。それについて、「FRI＝河合、を脱却し、FRIを一つの組織として生まれ変わらすためにも欠かせなかった」と清水は語る。
社会人向けセミナーのプロ道や関西での活動を本格化させたのも、このタイミングからである。

### 拡大期（第二期）
2006年度からの活動の特徴は、「次世代リーダー育成」を掲げ、内部人材の育成にも力を入れるためにも、会員の拡大と会員向けの活動を強化した点にもある。その結果、会員数と比例し、活動も活発化、共に倍増し、組織力の増強がはかられている。